# ووتینیاسکو
ووتینیاسکو (به ایتالیایی: Vottignasco) یک کومونه در ایتالیا است که در استان کونیو واقع شده‌است.

## خصوصیات
ووتینیاسکو ۸٫۴ کیلومترمربع مساحت و ۵۵۲ نفر جمعیت دارد و ۳۸۰ متر بالاتر از سطح دریا واقع شده‌است.